# Jungholz
Jungholz is een gemeente in het district Reutte in de Oostenrijkse deelstaat Tirol.

## Geografie

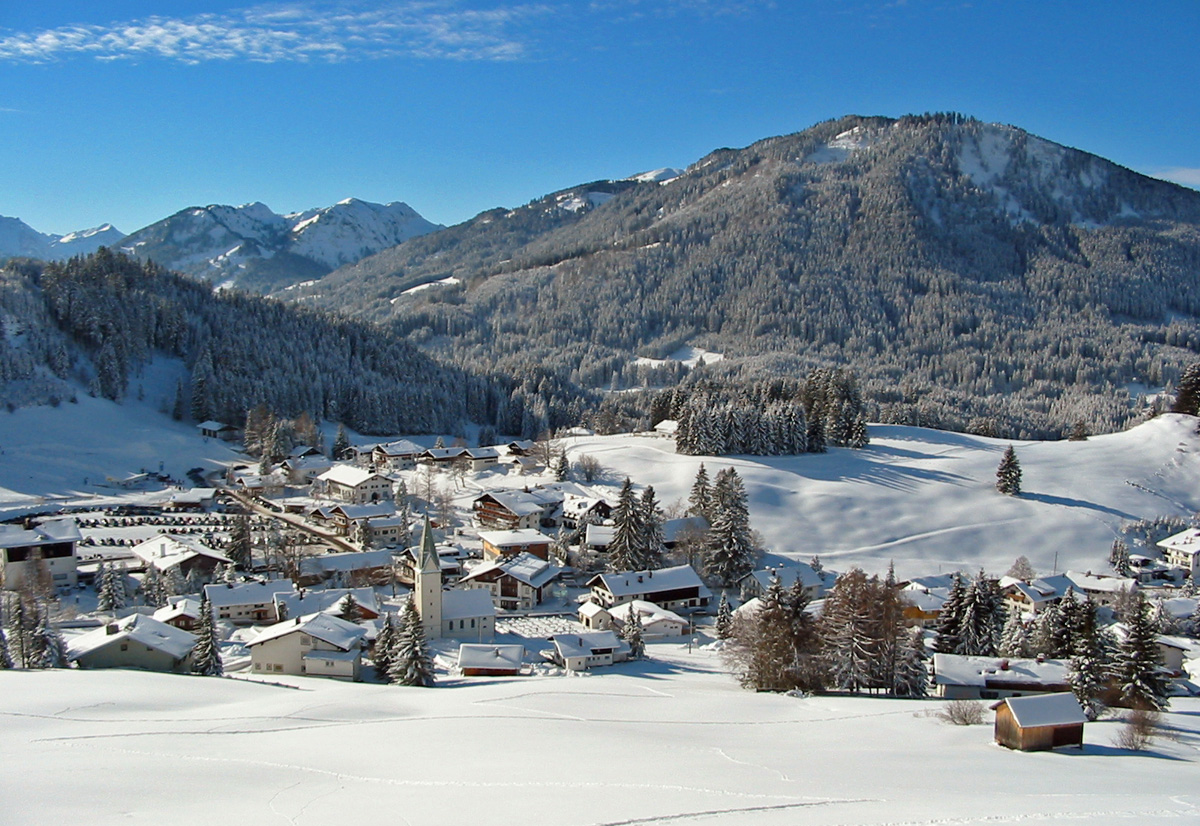
Blik op Jungholz

Het gemeentegebied van Jungholz is over de weg alleen vanuit Beieren bereikbaar. Het wordt derhalve aangemerkt als een Tiroolse exclave. De inwoners van Jungholz noemen de plaats dan ook wel een stukje Tirol in de Allgäu. Helemaal juist is dit echter niet. Jungholz is over de 1636 meter hoge bergtop van de Sorgschrofen via één punt met Tirol verbonden. Jungholz is dus slechts een functionele exclave. Net zoals het Kleinwalsertal heeft Jungholz vroeger een innige economische band gehad met Duitsland. Hierdoor kent het gebied niet alleen Oostenrijkse, maar ook Duitse postcodes. Waarschijnlijk zal de Deutsche Post AG de Duitse postcodes op termijn afschaffen, zoals reeds gebeurde met de Duitse kengetallen. Als gevolg van deze bijzondere situatie is de helft van de inwoners van Jungholz Duits, de andere helft Oostenrijks staatsburger.

## Geschiedenis
Jungholz werd voor het eerst vermeld in een koopcontract tussen een inwoner van Wertach en een van Jungholz, dat op 24 juni 1342 werd afgesloten. Hierdoor kwam het gebied van Beieren bij Tirol te horen en doorstond het meerdere grensdiscussies. De definitieve grenzen werden vastgelegd in de verdragen tussen het koninkrijk Beieren en het keizerrijk Oostenrijk-Hongarije van 1844 en 1850. Door het Zollvertrag van 1868 kwam Jungholz economisch onder Beieren te vallen. 

## Skigebied
In 1948 werd de eerste skilift van het district Reutte in Jungholz gebouwd. Jungholz is een populaire ski locatie voor kinderen en families. Het is over het algemeen een goedkopere optie voor de wintersport. Er zijn 2 stoeltjesliften (allebei meer dan 20 jaar oud), 4 sleepliften en een paar "babyliften"/trekliften. Het hoogste punt ligt rond de 2000 meter, met een dorp op 1000 meter. De nieuwste lift werd in 2017 gebouwd. In de zomer van 2024 werd het gebied failliet verklaard (na verschillende pogingen van de gemeente om het gebied te redden), vanwege een flinke shuld en een slechte winter met te weinig sneeuwval. Het skigebied is te koop voor 1,8 miljoen euro, met een aantal sneeuwkanonnen en pistenbully's. Experts verwachten dat het gebied moet worden gerenoveerd voor zo'n 1,5 miljoen euro. 

## Economie en infrastructuur
Tot de invoering van de euro was de Duitse mark het wettig betaalmiddel in Jungholz. Hierdoor was het in het verleden een aantrekkelijk oord voor bedrijven uit West-Duitsland. Hoewel als gevolg van de Schengenakkoorden de grenscontroles zijn weggevallen, blijft het gebied aantrekkelijk vanwege het Oostenrijkse bankgeheim.
De wegen vanuit Jungholz voeren over Duits grondgebied naar de rest van Tirol. De Bundesstraße 310 loopt via Unterjoch en Oberjoch naar het Tannheimer Tal.
Bach · Berwang · Biberwier · Bichlbach · Breitenwang · Ehenbichl · Ehrwald · Elbigenalp · Elmen · Forchach · Grän · Gramais · Häselgehr · Heiterwang · Hinterhornbach · Höfen · Holzgau · Jungholz · Kaisers · Lechaschau · Lermoos · Musau · Namlos · Nesselwängle · Pfafflar · Pflach · Pinswang · Reutte · Schattwald · Stanzach · Steeg · Tannheim · Vils · Vorderhornbach · Wängle · Weißenbach am Lech · Zöblen
- Gemeinsame Normdatei: 4029021-9
- Library of Congress Control Number: n2001145503
- Nationale Bibliotheek van Israël: 987007484890005171
- Virtual International Authority File: 242526106